# Przełazy
Przełazy (deutsch Seeläsgen) ist ein Dorf in der Gemeinde Lubrza (Liebenau) im Powiat Świebodziński der Woiwodschaft Lebus in Polen.

## Ortshistorie
Seeläsgen liegt in der Neumark und war einst ein Gutsdorf, bestehend aus Gemeinde und Rittergut. 1928 wurden beide zu einer gemeinsamen Gemeinde Seeläsgen vereint. Von 1816 bis 1945 gehörte der Ort zum Kreis Züllichau-Schwiebus in der preußischen Provinz Brandenburg.
Seit 1908 bestand in Seeläsgen ein eigener Amtsbezirk, mit den Landgemeinden Blankensee-Goldbach, Blankfeld, Niedewitz und Seeläsgen und die Gutsbezirke Blankensee, Blankfeld, Goldbach, Niedewitz und Seeläsgen (9 Gemeinden/Gutsbezirke).

## Sehenswürdigkeiten

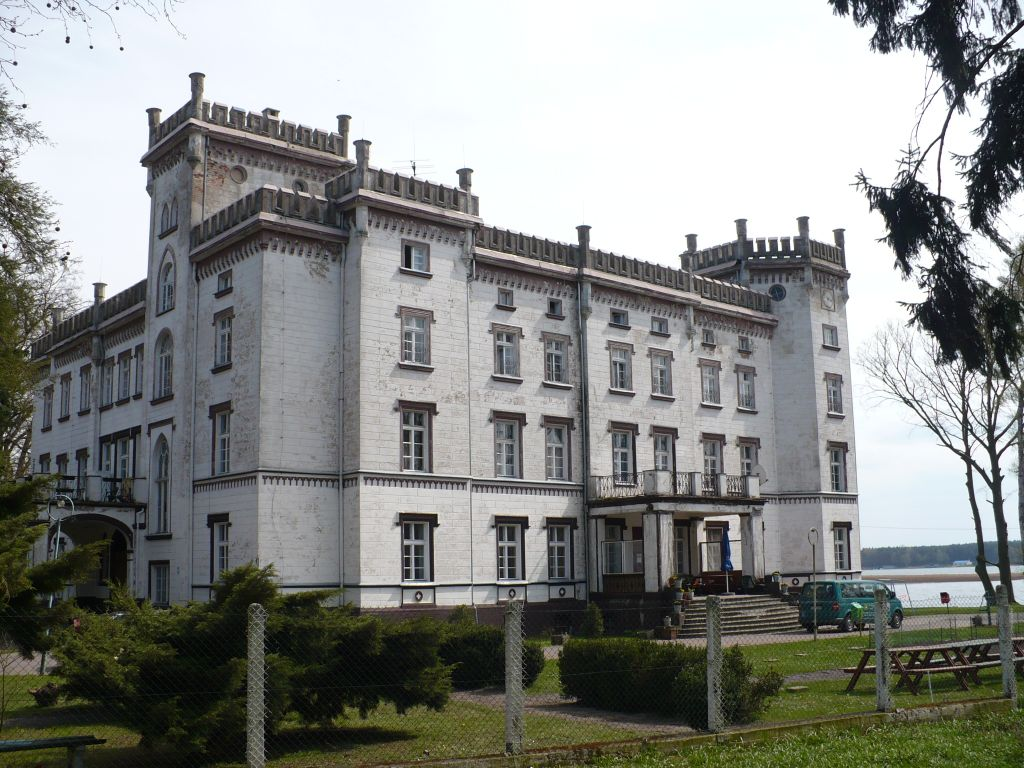
Das ehemalige Schloss

Das ehemalige Schloss war Mittelpunkt einer größeren Grundherrschaft. Das Schloss selbst wurde im 19. Jahrhundert im Stil der Neorenaissance erbaut. Der Herrensitz erlebte zahlreiche Besitzerwechsel. Gustav Reistert hatte Gut Seeläsgen für 34.000 Thl. gekauft. Vor 1846 war die Witwe Päseler die Gutsherrin, schon 1828 genannt. Dann folgte die Familie Paech mit Oswald Paech als Eigentümer. Um 1867 war ein Leutnant a. D. Paech der Eigentümer. 1885 heiratete Marie Paech-Seeläsgen den späteren Generalmajor Konrad Trützschler von Falkenstein. Weit vor 1911 ging das Schloss und Rittergut Seeläsgen mit seinen Rittergütern in Blankensee, Blankfeld, Goldbach sowie Birkholzer Mühle und Blankenfelder Mühle in den Besitz der Grafen von Castell zu Castell-Rüdenhausen, am Jezioro Niesłysz (Großer Nieschlitzsee). Eigentümer war u. a. der Major Wolfgang Graf zu Castell-Rüdenhausen (1875–1930) und dessen Ehefrau Hedwig von Faber (1882–1937), ihr Sohn Wulf-Diether Graf zu Castell-Rüdenhausen (1905–1980) ist hier aufgewachsen. Ende der 1920er Jahre wurde der Besitz durch ein Gräfliches Rentamt geführt. Im September 1931 wurden mit der Wirtschaftskrise seitens der Familie zu Castell mehrere Wertgegenstände aus dem Schloss in einem Auktionshaus in Berlin versteigert. Angehörige der Familie zu Castell bewohnten mindestens bis 1938 das Anwesen.
Etwa im Sommer/Herbst 1944 wurde es in ein Entbindungsheim der Nationalsozialistischen Volkswohlfahrt (NSV) für Evakuierte aus Berlin und Umgebung umgewandelt. Nach dorthin wurde Nina Schenk Gräfin von Stauffenberg kurzzeitig inhaftiert.
Heute dient das Gebäude unter anderem als Rehabilitationseinrichtung und Hotel.

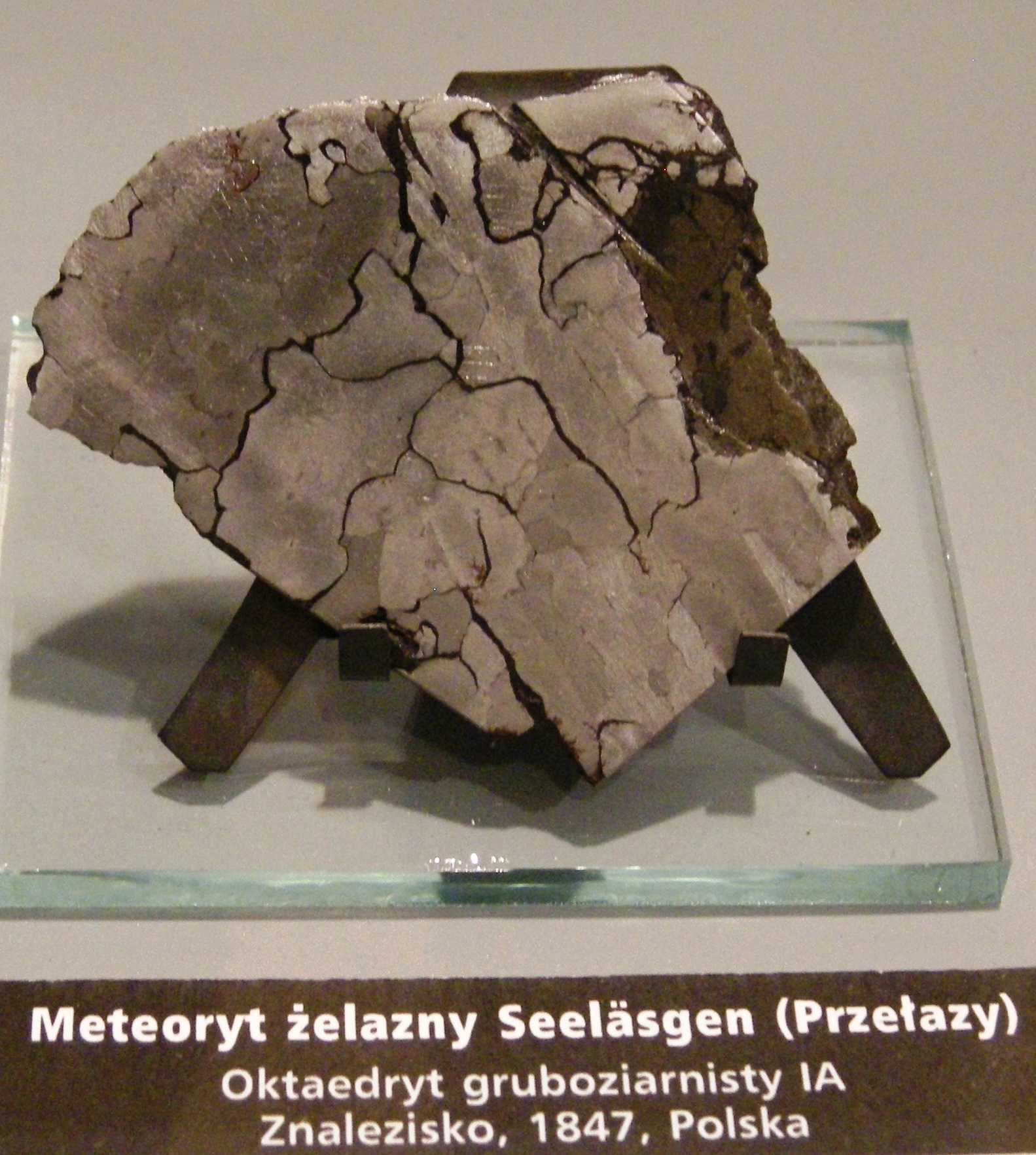
Ein Teil des Meteoriten

## Eisenmeteorit von Seeläsgen
Im Jahr 1847 wurde in Seeläsgen ein etwa 100 kg schwerer Eisenmeteorit aus der Klasse der Oktaedrite ausgegraben. Er ähnelt in seiner Zusammensetzung dem Meteoritenfund von Morasko, daher könnte es sich daher um eine von mehreren Abspaltungen dieses Hauptmeteoriten handeln.